# Förortsungar
A Förortsungar (svéd: Külvárosi kölykök) svéd mozifilm 2006-ból.

## Cselekmény
A film főszereplője Amina, egy kilencéves szomáliai kislány, aki három éve menekült Svédországba nagyapjával, de még nem kaptak tartózkodási engedélyt. Amikor a nagyapa váratlanul meghal, Amina kényes helyzetbe kerül. Átmenetileg Stockholm egyik külvárosában Johannál, a pirszingelt, tetovált hard rock-zenésznél húzza meg magát. Ugyanebben lépcsőházban lakik az Aminával egyidős Mirre, és együtt harcolnak azért, hogy Amina Johannál maradhasson. A film Aminának Johannal, az osztálytársaival és a szomszédokkal való kapcsolatát mutatja be – sok dalbetéttel és tánccal színesítve.

## A filmről
A filmet Fittjában forgatták.

## Szereplők
- Beylula Kidane Adgoy – Amina
- Gustaf Skarsgård – Johan
- Jennifer Brown – Janet Jonsson (szociális munkás)
- Sanna Ekman – Maggan
- Sunil Munshi – Jesper
- Dogge Doggelito – Viktor
- Olle Sarri – Berra
- Embla Hjulström – Mirre
- Teo Runsiö – Micke
- Jonathan Kurkson – Hassan

## Díjak
2007. január 22-én a stockholmi Guldbagge-gálán öt díjat nyert: legjobb film, legjobb rendezés, legjobb forgatókönyv, legjobb zene és legjobb férfi főszereplő.